# دانشگاه دولتی فرهنگ و هنر آذربایجان
دانشگاه دولتی فرهنگ و هنر آذربایجان (آذربایجانی: Azərbaycan Dövlət Mədəniyyət və İncəsənət Universiteti) یک دانشگاه دولتی و قدیمی که در سال ۱۹۲۳ میلادی در زمینه آموزش موسیقی، هنرهای تجمسی، تئاتر و سایر رشته‌های زیرشاخه هنر در باکو تأسیس شده‌است..

## تاریخچه
دانشگاه دولتی فرهنگ و هنر آذربایجان پس از تأسیس در سال ۱۹۲۳ میلادی تحت عنوان موسسه تئاتر اداره می‌شد. نخستین دانشجویان پذیرفته شده این دانشگاه در زمینه اجرای تئاتر ، بازیگری و فیلم سازی آموزش دیده‌بودند در سال ۱۹۵۴ میلادی موسسه تئاتر پس از مرگ میرزاآقا علی‌یف بازیگر معروف آذربایجان به نام وی نامگذاری شد. از سال ۱۹۵۹ میلادی دانشکده تخصصی در زمینه آموزش و پرورش فرهنگی آغاز به کار کرد. به دنبال آن و پس از طی ۴ سال، از سال ۱۹۶۳ میلادی هنرهای تزئینی به رشته‌های دانشگاه افزوده شد.
در سال ۱۹۶۸ میلادی موسسه تئاتر میرزاآقا علی‌یف به دانشگاه دولتی فرهنگ و هنر آذربایجان تغییر نام داد. در طول ۱۹۸۱-۱۹۹۱، تعدادی از رشته‌های جدید در برنامه درسی این دانشگاه از جمله نقاشی، مجسمه سازی، تخصص‌های هنری، تئاتر، سینما و صنعت هنر معرفی گردید.

## دانشکده‌ها
- دانشکده بازیگری
- دانشکده فیلمسازی
- مطالعات هنر
- دانشکده موسیقی
- دانشکده هنر